# Studio774
studio774（スタジオナナシ）は、有限会社サウンドテイルが提供していたインターネットラジオ放送局。

## 概要
- 2006年4月より試験放送を開始。2007年4月より本放送に移行。2008年5月27日をもって継続困難のため、一旦放送終了。
- 無料で聴取できる。スポンサーがある場合には、番組内で15秒程のCMが流れる。
- 各番組とも月2回の更新。試験放送開始当初は月1回の更新だったが、2006年6月から月2回の更新となった。
- 試験放送中は全バックナンバーが聴取できた。
- 放送方式はストリーミング方式。
- 各番組とも主にアダルトゲームに出演する声優がパーソナリティを務めているのが特徴。

## 主な番組
- 一色・茶谷のぐだぐだ de night!（2006年4月～10月、一色ヒカル・茶谷やすら）
- ねがらぢ…（2006年4月～9月、2007年4月1日、金田まひる・楠鈴音）
- 緒田マリと三園あすかのぶっちゃけどうなの?（2006年9月～2007年9月、緒田マリ・三園あすか）
- みるとくうののほほんWeb遊記（2006年10月～2007年9月、みる・飯田空）
- ボーイズ至上主義（2007年8月～2007年10月、平川大輔）
- かんかん☆ななし荘（2007年8月16日（プレ放送）、2007年10月～2008年3月、町田あみ・韮井叶）
- ぱんの耳っ♪（2007年10月～2008年3月、榎津まお・御苑生メイ）